# Уже подручје Брестовачке бање
Уже подручје Брестовачке бање представља непокретно културно добро као просторна културно-историјска целина са споменицима културе са историјским и архитектонским вредностима као и природним карактеристикама саме бање.
Ова просторна целина обухвата средишњи део Брестовачке бање која захвата: лековите изворе(изворска вода која и данас лечи болести очију, желутца и нервног система), стара „Купатила”, конак кнеза Милоша, турски хамам, кнежев дворац, вилу „Топлица”, конак „Излетник” и вилу „Топлица II”. 
Кнез Милош је себи саградио конак, од 1835. до 1837. године, правоугаоне основе грађен у бондруку и хамам турског типа, у виду турбета. Кнез Александар Карађорђевић је од 1855. до 1856. године подигао „Кнежев дворац”, као једноспратну зграду грађену у духу архитектуре оног времена. Вила „Топлица” и вила „Топлица II” саграђене су крајем 19. века са карактеристикама аустроугарске архитектуре. Конак „Излетник”, двоспратни је угоститељски објекат који је претрпео мање промене и објекти „Купатила” о којима нема поузданих података о времену настанка. 
Лековита својства ове бања су позната још из давнина. Сачуван хамам у центру бање потврђују чињеницу да је бања била развијена и коришћена и у турско време. Након ослобођења од Турака 1833. године у овој бањи почиње да се званично развија здравствени туризам. У њој су боравили српски владари и виђенији људи 19. века користећи је за одмор и за успостављање политичких веза. Бања је данас претрпела мање измене и прилагођавања здравственом туризму али се на њој и даље сагледава хронологија развоја саме бање.

## Галерија
- Конак кнеза Милоша
- Турски амам
- Конак „Излетник”
- Брстовачка река
- Зграда купатила